# Variant Lambda du SARS-CoV-2
 (juillet 2021).
La mise en forme du texte ne suit pas les recommandations de Wikipédia : il faut le « wikifier ».
Les points d'amélioration suivants sont les cas les plus fréquents. Le détail des points à revoir est peut-être précisé sur la page de discussion.
- Les titres sont pré-formatés par le logiciel. Ils ne sont ni en capitales, ni en gras.
- Le texte ne doit pas être écrit en capitales (les noms de famille non plus), ni en gras, ni en italique, ni en « petit »…
- Le gras n'est utilisé que pour surligner le titre de l'article dans l'introduction, une seule fois.
- L'italique est rarement utilisé : mots en langue étrangère, titres d'œuvres, noms de bateaux, etc.
- Les citations ne sont pas en italique mais en corps de texte normal. Elles sont entourées par des guillemets français : « et ».
- Les listes à puces sont à éviter, des paragraphes rédigés étant largement préférés. Les tableaux sont à réserver à la présentation de données structurées (résultats, etc.).
- Les appels de note de bas de page (petits chiffres en exposant, introduits par l'outil «  Source ») sont à placer entre la fin de phrase et le point final[comme ça].
- Les liens internes (vers d'autres articles de Wikipédia) sont à choisir avec parcimonie. Créez des liens vers des articles approfondissant le sujet. Les termes génériques sans rapport avec le sujet sont à éviter, ainsi que les répétitions de liens vers un même terme.
- Les liens externes sont à placer uniquement dans une section « Liens externes », à la fin de l'article. Ces liens sont à choisir avec parcimonie suivant les règles définies. Si un lien sert de source à l'article, son insertion dans le texte est à faire par les notes de bas de page.
- La présentation des références doit suivre les conventions bibliographiques. Il est recommandé d'utiliser les modèles {{Ouvrage}}, {{Chapitre}}, {{Article}}, {{Lien web}} et/ou {{Bibliographie}}. Le mode d'édition visuel peut mettre en forme automatiquement les références.
- Insérer une infobox (cadre d'informations à droite) n'est pas obligatoire pour parachever la mise en page.

Pour une aide détaillée, merci de consulter Aide:Wikification.
Si vous pensez que ces points ont été résolus, vous pouvez retirer ce bandeau et améliorer la mise en forme d'un autre article.
Le variant lambda, également connu sous le nom de  C.37, est un variant du SARS-CoV-2,  virus à l'origine de la Covid-19. Il a été détecté pour la première fois au Pérou en décembre 2020.
L'Organisation mondiale de la santé (OMS) l'a classé variant d'intérêt le 14 juin 2021.

## Historique
Les premiers échantillons du variant Lambda ont été détectés au Pérou en décembre 2020 et en avril 2021, plus de 90 % des nouveaux cas de COVID-19 au Pérou provenaient du nouveau variant,.
En juin 2021, le variant Lambda a commencé à se répandre en Amérique du Sud et a été détecté dans vingt-neuf pays au total, notamment en Argentine, au Chili et en Équateur,. L'OMS a désigné le variant Lambda comme un « variant d'intérêt » le 14 juin 2021. À la mi-juin 2021, 90,6 % des nouveaux cas de COVID-19 à Arequipa et 78,1 % des nouveaux cas à Cusco étaient le variant Lambda selon le ministère péruvien de la Santé.

## Mutations
Le génome du variant Lambda présente les mutations d'acides aminés suivantes, toutes présentes dans le code de la protéine de pointe du virus : G75V, T761, Δ246-252, L452Q, F490S, D614G et T859N.  Il s'agit de mutations faux-sens, c'est-à-dire non silencieuses, induisant un changement fonctionnel. 

Mutations d'acides aminés de la variante SARS-CoV-2 Lambda tracées sur une carte du génome du SARS-CoV-2 en mettant l'accent sur le pic.

## Statistiques
Il est à noter qu'étant donné que la majorité des pays ont des capacités de détection et de séquençage du variant insuffisantes, y compris dans les pays développés, les statistiques sont très probablement sous-estimées.
| Cas par pays (mis à jour au 1er juillet 2021) GISAID | Cas par pays (mis à jour au 1er juillet 2021) GISAID | Cas par pays (mis à jour au 1er juillet 2021) GISAID |
| Pays                                                 | Cas confirmés                                        | Dernier cas signalé                                  |
| ---------------------------------------------------- | ---------------------------------------------------- | ---------------------------------------------------- |
| Chili                                                | 840                                                  | 13 juin 2021                                         |
| États-Unis                                           | 608                                                  | 22 juin 2021                                         |
| Pérou                                                | 239                                                  | 30 mai 2021                                          |
| Allemagne                                            | 99                                                   | 17 juin 2021                                         |
| Mexique                                              | 89                                                   | 16 juin 2021                                         |
| Argentine                                            | 87                                                   | 12 mai 2021                                          |
| Équateur                                             | 50                                                   | 20 juin 2021                                         |
| Espagne                                              | 50                                                   | 18 juin 2021                                         |
| Israël                                               | 25                                                   | 9 mai 2021                                           |
| Colombie                                             | 19                                                   | 8 mai 2021                                           |
| France                                               | 13                                                   | 10 juin 2021                                         |
| Italie                                               | 10                                                   | 22 juin 2021                                         |
| Saint-Christophe-et-Niévès                           | 10                                                   | 6 juin 2021                                          |
| Suisse                                               | 9                                                    | 17 juin 2021                                         |
| Égypte                                               | 8                                                    | 2 mai 2021                                           |
| Royaume-Uni                                          | 7                                                    | 18 juin 2021                                         |
| Brésil                                               | 4                                                    | 6 juin 2021                                          |
| Canada                                               | 3                                                    |                                                      |
| Pologne                                              | 3                                                    | 11 juin 2021                                         |
| Aruba                                                | 2                                                    | 2 juin 2021                                          |
| Australie                                            | 1                                                    | 3 avril 2021                                         |
| Curaçao                                              | 1                                                    | 17 février 2021                                      |
| République tchèque                                   | 1                                                    | 2 juin 2021                                          |
| Danemark                                             | 1                                                    | 12 avril 2021                                        |
| Pays-Bas                                             | 1                                                    | 24 mai 2021                                          |
| Portugal                                             | 1                                                    | 6 avril 2021                                         |
| Turquie                                              | 1                                                    | 7 mai 2021                                           |
| Uruguay                                              | 1                                                    | 15 avril 2021                                        |
| Zimbabwe                                             | 1                                                    | 28 décembre 2020                                     |
| Monde (29 pays)                                      | Total : 2 184                                        | Total au 1er juillet 2021                            |